# 신창 맹씨
신창 맹씨(新昌孟氏)는 충청남도 아산시 신창면(구 충청남도 신창군)을 본관으로 하는 한국의 성씨이다. 맹의(孟儀)의 증손자 맹사성(孟思誠)이 조선 세종 때 좌의정을 역임했다.

## 기원
맹(孟)씨는 중국 평릉(平陵: 협서성 관중도)에 연원을 둔다. 춘추시대 제(齊)나라 15대 임금인 환공의 아들 경부(慶父)의 호가 맹손(孟孫)이라서 성을 맹(盟)으로 삼았다고 한다.
신창 맹씨의 원시조는 중국 전국시대의 유명한 사상가인 맹자(孟子)이다. 『신창맹씨세계(新昌孟氏世系)』에 의하면, 888년(신라 진성여왕 2) 맹자의 39세손 맹승훈(孟承訓)이 당나라 한림원 오경박사 자격으로 신라에 입국하였다고 한다.

## 역사
맹자의 51세손인 맹의(孟儀)를 시조(1세조)로 한다. 맹의는 고려 충렬왕 때 예부시랑을 거쳐 예부전서에 오르고, 고려 충선왕 때 신창백(新昌伯)에 봉해졌다.
맹의의 손자 맹희도(孟希道)가 공민왕 때 문과(文科)에 급제하여 한림어사(翰林御史), 수문전 제학(修文殿提學), 한성윤(漢城尹)을 지냈고, 맹희도의 아들 맹사성(孟思誠)이 조선 세종조에 우의정, 좌의정을 역임하였다.

## 본관
신창(新昌)은 충청남도 아산시(牙山市)에 속해있는 지명으로 본래 백제의 굴직현(屈直縣)이었다. 757년(신라 경덕왕 16)에 기량현(祁梁縣)으로 고쳐 온정군(溫井郡)에 속하게 하였다. 940년(고려 태조 23)에는 신창을 신창현(新昌縣)으로 개칭하여, 995년(성종 14)에 자사(刺史)를 두었다가, 1005년(목종 8)에 폐지하였다. 1414년(태종 14)에 온수현(溫水縣)과 합하여 온창(溫昌)이라 하였다가 신창현이 되었다. 1917년 아산군 신창면이 되었고, 1995년 아산시 신창면이다.

## 분파
2세손에서 맹복(孟福)은 관북파(關北派),
7세손에서 맹석흠(孟碩欽)은 신창군파(新昌君派), 맹석경(孟碩卿)은 사직공파(司直公派), 맹석준(孟碩俊)은 호군공파(護軍公派)의 파조가 되었다.
- 신창군파(新昌君派) - 맹석흠(孟碩欽)
- 사직공파(司直公派) - 맹석경(孟碩卿)
- 관북파(關北派) - 맹복(孟福)
- 호군공파(護軍公派) - 맹석준(孟碩俊)

## 인물
- 맹희도(孟希道) : 1365년(고려 공민왕 14년) 문과에 급제하여 한성좌윤(漢城左尹), 수문전제학(修文殿提學) 등을 지내고, 우의정(右議政)에 증직되었다.
- 맹사성(孟思誠, 1360년 ~ 1438년) : 맹희도의 아들. 1386년(고려 우왕 12년)에 문과에 급제하고, 1427년(조선 세종 9년) 우의정을 거쳐 1432년 좌의정에 올랐다. 시호는 문정(文貞)이다.
- 맹석흠(孟碩欽, 1429년 ~ ?) : 충청도 병마절도사 등을 역임하고, 이시애의 난을 평정하여 적개공신(敵愾功臣)에 책록되었으며, 종2품 가정대부(嘉靖大夫) 신창군(新昌君)으로 봉군되었다.
- 맹세형(孟世衡, 1588년∼ 1656년) : 맹희도의 9세손. 1623년(인조 1)에 정시 문과에 을과로 급제하고, 정3품 봉상시정(奉常寺正)으로 통정대부(通政大夫)에 이르렀다.
- 맹주서(孟胄瑞, 1622년 ~ ?) : 맹세형의 아들. 1654년(효종 5) 식년 문과에 급제하고, 1670년 황해도관찰사, 1671년 우승지·병조참의·호조참의·충청도관찰사 등을 거쳐 1678년(숙종 4)에 가선대부에 오르고 특진관에 이르렀다.
- 맹만시(孟萬始, 1636년 ~ ?) : 1673년(현종14) 진사시(進士試)에 합격하고 군수를 지냈으며, 서화가로 활동했다.
- 맹만택(孟萬澤, 1660년 ∼ 1710년) : 맹주서의 아들. 현종의 딸인 명선공주(明善公主)와 약혼을 했다가 1672년(현종 13)에 공주가 사망하자 신안위(新安尉)에 봉해졌다. 1698년 알성 문과에 급제하고, 관찰사와 대사간 등을 역임하였다.
- 맹지대(孟至大, 1730년 ~ ?) : 1773년 증광문과에 병과로 급제하였고, 정조조에 병조참지(兵曹參知)에 이르렀다.
- 맹은재(孟殷在, 1935년~? )  : 제11대 국회의원(임기 중 사망, 국회장)
- 맹형규(孟亨奎, 1946년 ~ ) : 전 앵커, 제3대 행정안전부 장관. 15~17대 국회의원.
- 맹정주(孟廷柱, 1947년 ~ ) : 민선4기 서울 강남구청장. 제14대 조달청 차장.
- 맹상훈(孟床訓, 1960년 ~ ) : 배우
- 맹성규(孟聖奎, 1962년 ~ ) : 제3대 국토교통부 제2차관. 제20대 국회의원.
- 맹정호(孟井鎬, 1968년 ~ ) : 민선7기 충청남도 서산시장

## 과거 급제자
신창 맹씨는 고려와 조선시대 문과 급제자 16명 배출하였다
고려 문과
맹희도(孟希道) 맹사성(孟思誠) 맹사겸(孟思謙)
고려 사마
맹사겸(孟思謙)
문과
맹노술(孟魯述) 맹도식(孟道植) 맹만택(孟萬澤) 맹명순(孟明淳) 맹세형(孟世衡)
맹양대(孟養大) 맹양호(孟養浩) 맹유룡(孟儒龍) 맹종인(孟宗仁) 맹주서(孟胄瑞)
맹지대(孟至大) 맹후성(孟後聖) 맹흠규(孟欽圭)
무과
맹귀생(孟貴生) 맹만휘(孟萬輝) 맹상하(孟尙夏) 맹수성(孟壽星) 맹수일(孟秀一)
맹시량(孟時亮) 맹시명(孟時鳴) 맹시흥(孟時興) 맹우정(孟友正) 맹운(孟云)
맹천뢰(孟天雷) 맹춘(孟春) 맹하채(孟夏彩) 맹흡(孟洽)
생원시
맹만시(孟萬始) 맹만택(孟萬澤) 맹봉순(孟鳳淳) 맹성순(孟性淳) 맹숙주(孟淑周)
맹이대(孟以大) 맹익성(孟益聖) 맹진학(孟鎭學) 맹휘(孟暉)
진사시
맹관순(孟觀淳) 맹기재(孟璣在) 맹달호(孟達鎬) 맹도전(孟道傳) 맹만석(孟萬錫)
맹만택(孟萬澤) 맹석보(孟錫輔) 맹원식(孟元植) 맹임대(孟任大) 맹중원(孟重遠)
맹학술(孟鶴述) 맹현대(孟賢大) 맹후성(孟後聖) 맹흠규(孟欽圭)
음양과
맹숭업(孟崇業) 맹윤상(孟胤商) 맹윤탕(孟胤湯)
음관
맹노술(孟魯述) 맹도식(孟道植) 맹명순(孟明淳) 맹호술(孟浩述) 맹호술(孟浩述)

## 집성촌
- 충청남도 아산시 배방읍 중리, 수철리, 휴대리
- 충청남도 아산시 신창면 가내리
- 경기도 성남시 분당동
- 황해도 신계군 사지면 태대리
- 함경남도 북청군 청해면 어포리

## 문화재
- 아산 맹씨 행단(牙山孟氏杏壇) : 대한민국 사적 제109호로 지정된 문화재로 충청남도 아산시 배방읍 중리에 위치한다. 고택은 ㄷ자형 맞배집으로 건축면적 93m2이며, 지붕 위의 공포(栱包)는 단익공(單翼工)에 주심첨차(柱心檐遮)가 조선 초기 양식을 띠고 있다. 가묘는 정면 3칸, 측면 2칸의 맞배집으로 맹사성의 조부와 부친, 그리고 맹사성의 위패가 봉안되어 있고, 정자도 있다. 고려 말기의 무신 최영이 지은 집으로 그의 손주 사위인 맹사성의 부친 맹희도가 물려받은 후 수백년간 대를 이어 살아오며 보존되었다. 경내에는 맹사성·황희(黃喜)·허형 등 3정승이 심었다는 행단이라는 은행나무가 있다. 또 옥피리·옥비녀·옥벼루·표주박·인장 등의 맹씨 가문 가보도 전해지고 있다.

## 항렬자
| 13세   | 14세   | 15세   | 16세   | 17세   | 18세   | 19세          | 20세   | 21세          | 22세   | 23세          | 24세   | 25세          | 26세          | 27세          | 28세   |
| ------ | ------ | ------ | ------ | ------ | ------ | ------------- | ------ | ------------- | ------ | ------------- | ------ | ------------- | ------------- | ------------- | ------ |
| 世(세) | 瑞(서) | 萬(만) | 淑(숙) | 大(대) | 遠(원) | 欽(흠) 鎭(진) | 淳(순) | 述(술) 植(식) | 燮(섭) | 在(재) 敎(교) | 鎬(호) | 一(일) 永(영) | 柱(주) 秀(수) | 烈(열) 煥(환) | 奎(규) |

## 인구
- 1985년 신창 맹씨 16,465명 + 온양 맹씨 827명 = 17,292명
- 2000년 신창 맹씨 18,147명 + 온양 맹씨 2,034명 = 20,181명
- 2015년 신창 맹씨 19,971명 + 온양 맹씨 1,483명 = 21,454명

## 참고 자료
- “신창맹씨 新昌孟氏”. 《향토문화전자대전》. 2022년 9월 21일에 원본 문서에서 보존된 문서.
- 金光林 (2014). “A Comparison of the Korean and Japanese Approaches to Foreign Family Names” (PDF). 《Journal of cultural interaction in East Asia》 (영어) (東アジア文化交渉学会). 18면. 2016년 3월 27일에 원본 문서 (PDF)에서 보존된 문서.